# Philipp av Sachsen-Coburg-Gotha
Philipp av Sachsen-Coburg-Gotha Philipp Ferdinand Maria August Raphael, född 28 mars 1844 i Paris död 3 juli 1921 i Coburg, var son till August Ludwig av Sachsen-Coburg-Gotha (1818-1881).
Gift 1875 med Louise av Belgien (1858-1924) dotter till Leopold II av Belgien.
Ett mycket olyckligt äktenskap som slutade i skilsmässa 1906, efter år av skandaler.

## Barn
- Leopold (1878-1916)
- Dorothea (1881-1967); gift 1898 med Ernst Gunter av Holstein-Augustenburg (1863-1921)